# 1970 في لبنان
فيما يلي قوائم الأحداث التي وقعت خلال عام 1970 في لبنان.

## سياسة

### تعيين في المنصب
- 14 أبريل – محمد أبو شقرا مشيخة عقل الموحدين الدروز في لبنان.

### انتهاء فترة المنصب
- 14 أبريل – رشيد حمادة مشيخة عقل الموحدين الدروز في لبنان.

## كتب
من الكتب التي صدرت هذه السنة في لبنان:
- 1 يناير – قاموس المنهل من تأليف سهيل إدريس.

## مواليد

### يناير
- 1 يناير – زياد ماجد
- 1 يناير – غيدا فخري صحفية لبنانية.
- 12 يناير – روبير فاضل

### مارس
- 15 مارس – بربارة عبديني مسعد

### أبريل
- 29 أبريل – زياد بارود سياسي لبناني.

### مايو
- 15 مايو – زافين قيومجيان صحفي لبناني.
- 24 مايو – جان ماري رياشي موسيقي لبناني.
- 31 مايو – ديفيد رمضان سياسي من الولايات المتحدة الأمريكية.

### يونيو
- 21 يونيو – جبران باسيل سياسي لبناني.
- 22 يونيو – ميشال ألفتريادس

### أغسطس
- 16 أغسطس – ميريام كلينك ممثلة اباحية.

### نوفمبر
- 28 نوفمبر – عاصي الحلاني مغني لبناني.

### ديسمبر
- 6 ديسمبر – جمانة حداد
- 25 ديسمبر – عيسى حسن مغني لبناني.

## وفيات

### أبريل
- 14 أبريل – رشيد حمادة (مواليد 1894) عالم دين درزي لبناني.